# Serreta de Bernils

La Serreta de Bernils, respecte del terme de Castellcir

La Serreta de Bernils és una serra dels termes municipals de Castellcir i de Sant Quirze Safaja a la comarca del Moianès.
Està situada al nord del terme municipal de Sant Quirze Safaja, a llevant del de Castellcir. És un contrafort de la part septentrional de la Serra de Bernils, al nord-oest de la masia de Barnils. A l'extrem sud-oriental de la Serreta de Bernils hi ha la capella de la Mare de Déu del Roser de Can Barnils. La Baga de la Balma Fosca s'estén en el vessant nord-occidental d'aquesta serreta, la Solella del Bosc en el sud-occidental, i els Camps de Bernils en el meridional.

## Etimologia
Aquesta serreta, petita serra, pren el nom de la Serra de Bernils, de la qual és un contrafort.